# 國家軍事宮

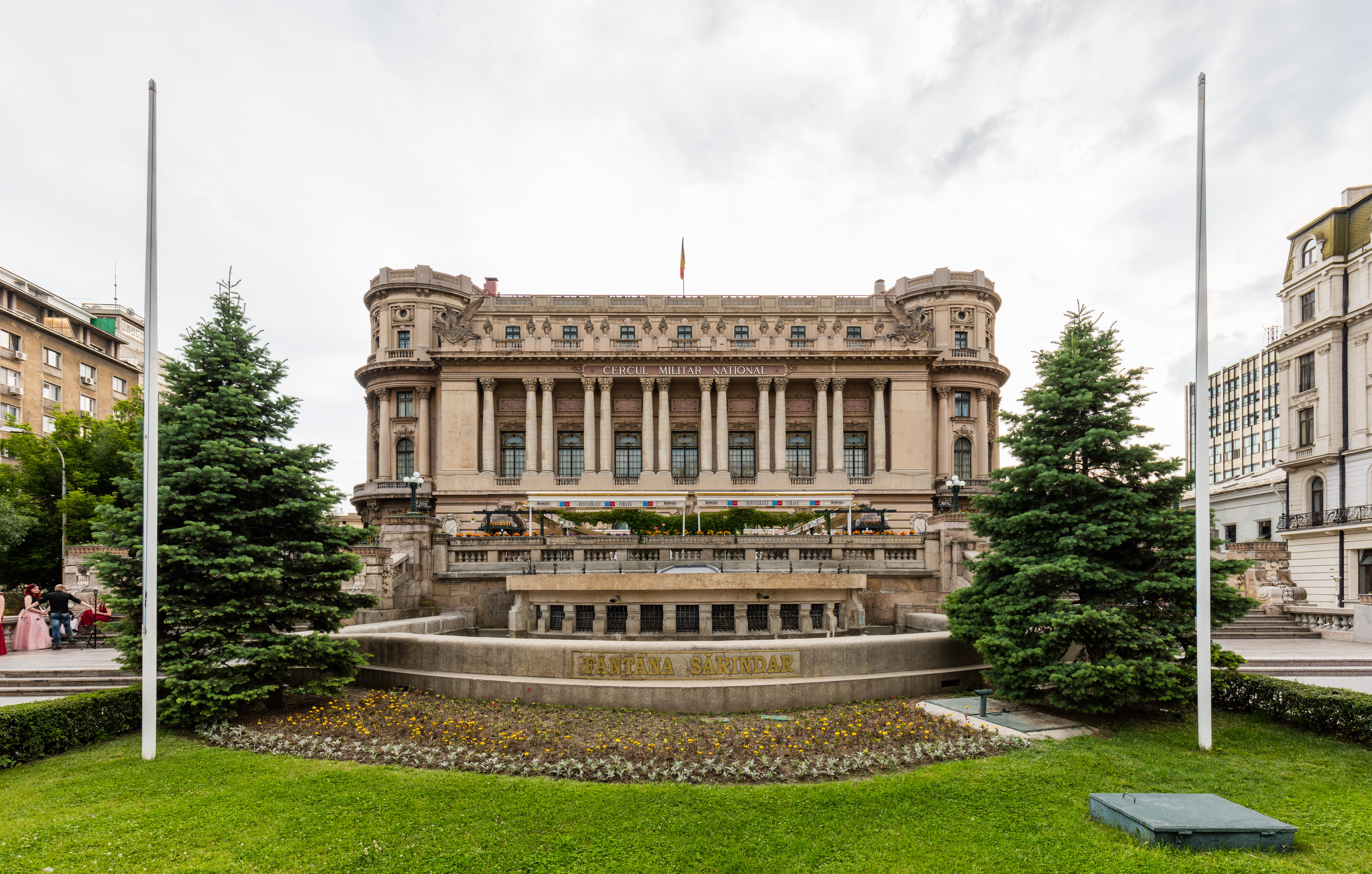

國家軍事宮（Palace of the National Military Circle）是羅馬尼亞首都布加勒斯特的一座建築，修建於1911年。這座建築的設計者是Dimitrie Maimarolu，外觀是法國是新古典主義建築。

## 外部連結
- Official website （页面存档备份，存于） （羅馬尼亞語）